# Merano
Merano (németül: Meran) város Olaszországban, Bolzano autonóm megyében. Lakosainak száma 41 071 fő (2023. január 1.). Merano Avelengo, Lagundo, Marlengo, Scena, Tirolo, Verano, Cermes, Lana és Postal községekkel határos.

## Népesség
A település népessége az elmúlt években az alábbi módon változott:
| Lakosok száma | 39 462 | 40 047 | 40 485 | 41 071 |
|               | 2015   | 2017   | 2018   | 2023   |

## Éghajlat
Meran a hegyvidéki és a mediterrán éghajlat jellegzetességeit egyszerre mutatja. A hőmérséklet járása a mediterrán éghajlat jegyeit követi, a júliusi átlaghőmérséklet 21,9°C, a januári 1,3 °C. A csapadékjárást azonban nem jellemzi a mediterrán vidékek csapadékos tele és aszályos nyara. Az éves átlagos csapadékmennyiség 770 milliméter, amelynek a nagyobb része a nyári félévben hullik. Ennek köszönhetően Meran városában a nyári időszak alatt is harsogóan zöld szubtrópusi növényzettel lehet találkozni. A mediterrán hatás leglátványosabban az óváros peremén emelkedő Zenó-hegy (Zenoberg/Monte San Zeno) déli lejtőin mutatkozik meg, ahol a szőlőültetvények mellett leanderek, füge, gránátalma, mandulafenyő és pálmafák díszlenek.

## Híres szülöttei
- Silvius Magnago (1914–2010) dél-tiroli politikus
- Oswald Menghin (1888–1973) osztrák régész, egyetemi professzor.